# 维莱德旺穆宗
维莱德旺穆宗（法語：Villers-devant-Mouzon，法語發音：[vilɛʁ dəvɑ̃ muzɔ̃]，意为“穆宗前方的维莱”）是法国阿登省的一个市镇，属于色当区。

## 地理
维莱德旺穆宗（49°37'27"N, 5°1'50"E）面积4.53 平方千米，位于法国大東部大區阿登省，该省份为法国北部内陆省份，西接埃纳省，南至马恩省，东临默兹省，北与比利时接壤。
与维莱德旺穆宗接壤的市镇（或旧市镇、城区）包括：欧特勒库尔和普龙、阿罗库尔、勒米伊-阿伊库尔、杜济、穆宗。
维莱德旺穆宗的时区为UTC+01:00、UTC+02:00（夏令时）。

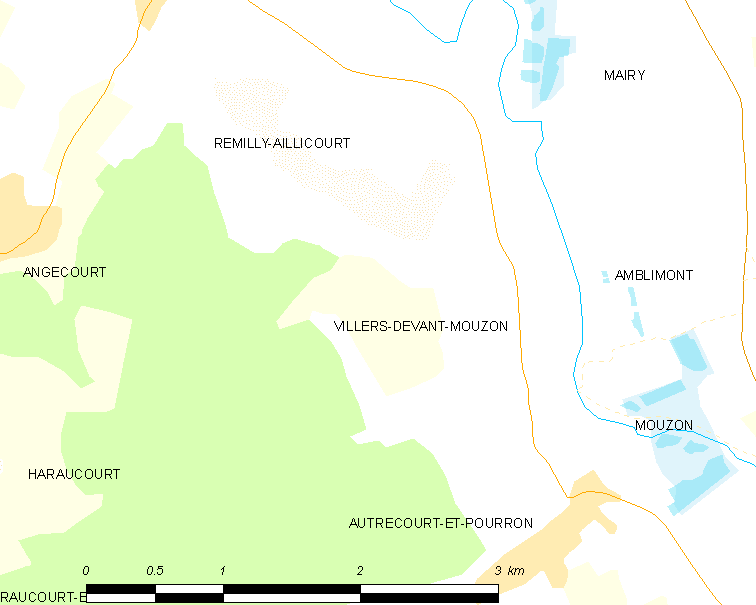
维莱德旺穆宗的OSM定位图

## 行政
维莱德旺穆宗的邮政编码为08210，INSEE市镇编码为08477。

## 政治
维莱德旺穆宗所属的省级选区为卡里尼昂县。

## 人口

1962-2008年间维莱德旺穆宗人口变化图示

维莱德旺穆宗于2022年1月1日时的人口数量为104人。